# Cotychroma
Cotychroma is een kevergeslacht uit de familie van de boktorren (Cerambycidae). De wetenschappelijke naam van het geslacht werd voor het eerst geldig gepubliceerd in 2005 door Martins & Napp.

## Soorten
Cotychroma is monotypisch en omvat slechts de volgende soort:
- Cotychroma acaguassu Martins & Napp, 2005